# Quarteto Fantástico e o Surfista Prateado
Fantastic Four: Rise of the Silver Surfer (bra/prt: Quarteto Fantástico e o Surfista Prateado) é um filme teuto-britano-estadunidense de 2007 dos gêneros ação e aventura. É a terceira adaptação para o cinema dos quadrinhos de mesmo nome da Marvel de 1961. Dirigido por Tim Story, é continuação de Quarteto Fantástico e o terceiro filme da série de filmes Quarteto Fantástico, produzido em 2005, sobre os super-heróis dos quadrinhos criados por Stan Lee e Jack Kirby no início dos anos 60 para a Marvel Comics. Na trama, o grupo vê a chegada do Surfista Prateado, arauto de Galactus, o Devorador de Mundos que planeja destruir a Terra.
Fantastic Four: Rise of the Silver Surfer estreou dia 15 de Junho de 2007. Apesar do faturamento de 302 milhões de dólares mundialmente, a 20th Century Fox acabou por descartar um terceiro filme e uma produção para o Surfista Prateado e lançou um reboot da franquia em 2015. Em 2025, um novo filme do Quarteto com o Surfista e Galactus situado no Universo Cinematográfico Marvel, The Fantastic Four: First Steps, foi lançado.

## Sinopse
Enquanto Reed Richards (Ioan Gruffudd) e Sue Storm (Jessica Alba) se preparam para seu casamento, um objeto de cor prateada penetra na atmosfera da Terra, irradiando energia cósmica que cria enormes flutuações moleculares e provoca crateras profundas em várias partes do planeta. O governo dos EUA se aproxima de Richards para rastrear e identificar os movimentos do objeto. Ele se recusa inicialmente para acalmar Sue que sente que ele está novamente a ignorá-la que ela o pega em um clube com outra mulher, porém, ele constrói o rastreador via radar que irá localizar o objeto a pedido do exército.
Durante o casamento o rastreador de Reed detecta o fenômeno se aproximando da cidade, e como resultado, a cidade sofre um apagão, criando caos e danos, que o Quarteto Fantástico tenta minimizar. Johnny Storm (Chris Evans) persegue o objeto, descobrindo que ele é um humanoide prateado voando em uma prancha. O surfista prateado o arrasta para a atmosfera, então, o joga de volta para a Terra. Durante a queda Johnny tenta ativar seus poderes de voo, e mal consegue sobreviver à queda, somente tendo sucesso com o voo no último minuto. Mais tarde Sue e Johnny trocam de poderes, quando se tocam, o que levou Reed a examinar Johnny revelando que a exposição ao surfista colocou a estrutura molecular de Johnny em fluxo, o que lhe permite mudar seus poderes com os seus colegas através do contato físico. Traçando a energia cósmica do surfista, Reed descobre que uma série de planetas que o alienígena visitou foram destruídos.
O Surfista vem criando profundas crateras artificiais ao redor do globo. Reed determina que próxima cratera aparecerá em Londres, e a equipe viaja até lá. Eles chegam tarde demais para impedir a cratera, e o Rio Tâmisa é drenado para dentro da cratera. Posteriormente Reed e Sue consideram abandonar suas vidas como super-heróis, a fim de levar uma vida normal e formar uma família. Os movimentos do surfista através do mundo, ele acaba passando pela Lativéria, onde a energia cósmica afeta Victor Von Doom (Julian McMahon), libertando-o de dois anos, como uma estátua de metal. Doom capaz de se mover de novo, mas cheio de cicatrizes segue o surfista até a região glacial e lhe faz uma oferta para que os dois unam forças. Quando o surfista rejeita a oferta, Doom o ataca, o surfista retorna o ataque, arremessando Doom através do gelo. A energia cósmica do ataque do surfista cura o corpo de Doom.
Doom aproveita sua experiência com o alienígena em um acordo com os militares americanos, para forçar o Quarteto Fantástico a trabalhar com Doom. Deduzindo que a prancha é a fonte de poder do surfista, Reed desenvolve um gerador de pulsos tachyon que irá separar o surfista da prancha, enquanto Victor trabalha em um dispositivo remoto desconhecido. Na Floresta Negra Sue encontra com o surfista, ele revela que ele é apenas um servo do destruidor de mundos, e lamenta a destruição que ele provoca. Os militares abrem fogo contra o surfista que acaba se distraindo e permitindo que os quatro acionem o pulso, separando o surfista de sua prancha. Os militares aprisionam o surfista na Sibéria, enquanto o torturam para obter informações. Sue usa seus poderes para entrar na cela do surfista, onde ela descobre mais informações sobre o alienígena. Ele diz a ela que seu mestre era conhecido em seu mundo como Galactus, uma entidade cósmica que se locomove no espaço sideral dentro de uma nuvem maciça e que se alimenta da vida de um planeta para sobreviver, e que sua prancha é um sinal de localização que está convocando Galactus para o planeta. O Surfista Prateado tem que servir a Galactus para que este não destrua sua amada e seus entes queridos e também seu planeta.
Doom, utilizando o dispositivo remoto, criado por ele anteriormente, rouba a prancha e mata a maioria dos soldados do exército. O Quarteto Fantástico e o Surfista vão atrás de Doom no Fantasticarro, onde o confrontam em Xangai. Durante a batalha Sue é mortalmente ferida. Com o surfista incapacitado de lutar, Johnny absorve os poderes cósmicos de toda a equipe a fim de enfrentar Doom sozinho. Johnny consegue quebrar o controle de Doom sobre a prancha do surfista, e Ben Grimm (Michael Chiklis) usa um guindaste para arremessar Doom para o mar, no entanto, Galactus já chegou, e Sue morre nos braços de Reed. O surfista recupera sua prancha, e seu poder é restaurado. Ele revive Sue e escolhe defender a Terra, voando para enfrentar Galactus. Nessa cena é possível ver o icônico capacete do vilão, que está dentro da nuvem cósmica. Os resultado do conflito gera uma massa de energia que envolve Galactus em uma fenda cósmica e, aparentemente mata o surfista também. O filme acaba com o casamento de Reed e Sue no Japão. Durante os créditos finais, a prancha do desacordado Surfista se move em direção a ele.

## Elenco
| Elenco             | Elenco                               |
| Ator               | Personagem                           |
| ------------------ | ------------------------------------ |
| Ioan Gruffudd      | Reed Richards / Sr. Fantástico       |
| Jessica Alba       | Susan Storm / Mulher Invisível       |
| Chris Evans        | Johnny Storm / Tocha Humana          |
| Michael Chiklis    | Ben Grimm / Coisa                    |
| Julian McMahon     | Victor Von Doom / Dr. Destino        |
| Laurence Fishburne | Norin Radd / Surfista Prateado (voz) |
| Kerry Washington   | Alicia Masters                       |
| Beau Garrett       | Capitã Frankie Raye                  |
| Andre Braugher     | General Hager                        |
| Zach Grenier       | Sr. Sherman / Rafke                  |
| Stan Lee           | Ele mesmo                            |
| Patricia Harras    | Roberta, a recepcionista             |
| Kevin McNulty      | Porteiro                             |
| Brian Posehn       | Ministro do casamento                |
| Michasha Armstrong | Segurança do casamento               |
| Vanessa Minnillo   | Namorada de Johnny                   |
| Benjamin Ayres     | Guarda                               |
| Giuliana DePandi   | Repórter                             |
| Debbie Timuss      | Garota na festa 1                    |
| Moneca Delain      | Garota na festa 2                    |
| Crystal Lowe       | Garota na festa 3                    |
| Chris Gailus       | Âncora de TV                         |
| Dawn Chubai        | Âncora de TV                         |

## Trilha sonora
Fantastic Four Rise of the Silver Surfer: Original Motion Picture Soundtrack é a trilha sonora oficial do filme. Ela foi lançada no ano de 2007 pela gravadora Sony Classical.
O álbum foi conduzido por John Ottman e possui 19 faixas musicais.

## Lançamento
A primeira exibição do filme foi no Reino Unido em 12 de Junho de 2007. A estreia nos EUA ocorreu em 15 de Junho de 2007, em Portugal em 14 de Junho de 2007 e no Brasil dia 29 de Junho do mesmo ano.
No Japão, Fantastic Four: Rise of the Silver Surfer estreou apenas em 21 de Setembro de 2007.

## Recepção

### Bilheteria
O filme foi um sucesso moderado de bilheteria. Ele arrecadou 131 921 738 dólares nos Estados Unidos e no Canadá e 169 991 393 dólares em outros mercados para um total mundial de 301 913 131 dólares. Em seu primeiro fim de semana de exibição arrecadou ótimos 58 051 684 dólares.

### Críticas
Fantastic Four: Rise of the Silver Surfer teve recepção mista por parte crítica especializada. O site Rotten Tomatoes o deu uma aprovação de 37% baseado em 171 críticas. A aprovação do site Metacritic foi de 45% baseado em 33 críticas.

### Prêmios e indicações
O filme foi indicado a 15 prêmios internacionais e conquistou 2. O de Melhor Teaser Poster no Golden Trailer Award de 2008 e o de Melhor Atriz para Jessica Alba no Nickelodeon Kids' Choice Awards também de 2008. O filme foi indicado a dois prêmios Framboesa de Ouro incluindo Pior Atriz para Jessica Alba e Pior Casal na Tela para Alba e Ioan Gruffudd, mas não ganhou nenhum.